# Мокрени (община Чашка)
 Тази статия е за селото в Северна Македония.  За селото в Гърция вижте Мокрени (дем Суровичево).  
Мокрени (на македонска литературна норма: Мокрени) е село в Северна Македония, част от община Чашка.

## География
Мокрени е село в централната част на областта Азот, разположено на 31 километра югозападно от град Велес. В селото има църква „Свети Никола“ от 1852 година и манастир „Свети Спас“.

## История
В XIX век Мокрени е българско село във Велешка кааза на Османската империя. В „Етнография на вилаетите Адрианопол, Монастир и Салоника“, издадена в Константинопол в 1878 година и отразяваща статистиката на населението от 1873 година, Мокрени (Mokreno) е посочено като село с 48 домакинства и 257 жители българи. Според статистиката на Васил Кънчов („Македония. Етнография и статистика“) в края на XIX век селото има 450 жители, всички българи християни.
Според секретен доклад на българското консулство в Скопие всичките 64 къщи в селото през 1895 година признават Цариградската патриаршия. Според митрополит Поликарп Дебърски и Велешки в 1904 година в Мокране има 72 сръбски къщи. По данни на секретаря на Българската екзархия Димитър Мишев („La Macédoine et sa Population Chrétienne“) в 1905 година в Мокрено (Mokreno) има 512 българи патриаршисти сърбомани и в селото работи сръбско училище.
При избухването на Балканската война в 1912 година Мокрени един човек е доброволец в Македоно-одринското опълчение.
След Междусъюзническата война в 1913 година селото остава в Сърбия.
На етническата си карта от 1927 година Леонард Шулце Йена показва Мокрени (Mokreni) като наскоро посърбено българско село.

## Личности
Родени в Мокрени
- Пано Арсов, български революционер от ВМОРО, четник на Лазар Плавев[9]
- Иван Найдов, български революционер от ВМОРО, четник на Лазар Плавев[9]
- Петър Арсовски (р. 1945) – актьор от Северна Македония